# La noche no es para mí
«La noche no es para mí» es una canción del grupo musical español Vídeo, incluida en su álbum de estudio «Videoterapia».

## Descripción
Es una canción tecno-pop producida por Tino Casal, que se convirtió en una de las canciones pop más conocidas de su época y, de lejos, el mayor triunfo del grupo.
La canción alcanzó el número 1 de la lista de Los 40 Principales el 14 de mayo de 1983. Llegó además a alcanzar el número 6 en la lista de los más vendidos, con cerca de 100.000 copias
En 1983 se editó como maxisencillo. 
Además forma parte de la banda sonora de la serie de televisión «Cuéntame cómo pasó».

## Versiones
El estribillo del tema fue versionado por La Década Prodigiosa, en el popurrí «Toda la noche sin dormir», de su álbum «Los años 80 por...La Década Prodigiosa» (1988).
La canción fue versionada por la actriz Erika Buenfil, para el álbum «Soy Mujer» de 1988.